# Куфии
Куфии, или копьеголовые змеи (лат. Trimeresurus) — род ядовитых змей подсемейства ямкоголовых семейства гадюковых.

## Описание
Змеи небольших и средних размеров. Голова резко треугольная, покрыта мелкими чешуйками неправильной формы. Морда заострённая, из-за чего передняя часть тела напоминает копьё. Зрачки вертикальные. Нижнечелюстные щитки гладкие. Хвост может быть как коротким, так и относительно длинным и цепким. Подхвостовые щитки обычно парные. Ведут сумеречный и ночной образ жизни. Большинство представителей яйцеживородящие, но есть и яйцекладущие виды.

## Таксономия
База данных Reptile Database признаёт 49 видов этого рода:
- Trimeresurus albolabris Gray, 1842 — Белогубая куфия
- Trimeresurus andersonii Theobald, 1868
- Trimeresurus arunachalensis Captain, Deepak, Pandit, Bhatt & Athreya, 2019
- Trimeresurus ayeyarwadyensis Chan, Anuar, Sankar, Law, Law, Shivaram, Christian, Mulcahy & Malhotra, 2023
- Trimeresurus calamitas Vogel, David & Sidik, 2022
- Trimeresurus cantori (Blyth, 1846) — Копьеголовая змея Кантора[1]
- Trimeresurus cardamomensis (Malhotra, Thorpe, Mrinalini & Stuart, 2011)
- Trimeresurus caudornatus Chen, Ding, Vogel & Shi, 2020
- Trimeresurus ciliaris Idiiatullina, Pawangkhanant, Tawan, Worranuch , Dechochai, Suwannapoom, Nguyen, Chanhome, Poyarkov, 2023
- Trimeresurus davidi Chandramouli, Campbell & Vogel, 2020
- Trimeresurus erythrurus (Cantor, 1839) — Краснохвостая куфия, или бенгальская куфия
- Trimeresurus fasciatus (Boulenger, 1896)
- Trimeresurus flavomaculatus (Gray, 1842) — Желтопятнистая куфия[1]
- Trimeresurus gracilis Oshima, 1920 — Стройная куфия[1]
- Trimeresurus gumprechti David, Vogel, Pauwels & Vidal, 2002
- Trimeresurus gunaleni Vogel, David & Sidik, 2014
- Trimeresurus guoi Chen, Shi, Vogel & Ding, 2021
- Trimeresurus hageni (Lidth de Jeude, 1886)
- Trimeresurus honsonensis (Grismer, Ngo & Grismer, 2008)
- Trimeresurus guoi Chen, Shi, Vogel & Ding, 2021
- Trimeresurus insularis Kramer, 1977typus
- Trimeresurus kanburiensis Smith, 1943
- Trimeresurus kirscheyi Vogel, David & Sidik, 2022
- Trimeresurus kuiburi Sumontha et al., 2021
- Trimeresurus labialis Steindachner, 1867
- Trimeresurus macrolepis Beddome, 1862 — Крупночешуйная куфия
- Trimeresurus macrops Kramer, 1977 — Таиландская куфия[1]
- Trimeresurus malcolmi Loveridge, 1938
- Trimeresurus mayaae Rathee et al., 2022
- Trimeresurus mcgregori Taylor, 1919
- Trimeresurus medoensis Zhao, 1977 — Тибетская куфия Крамера[1]
- Trimeresurus mutabilis Stoliczka, 1870
- Trimeresurus nebularis Vogel, David & Pauwels, 2004
- Trimeresurus phuketensis Sumontha, Kunya, Pauwels, Nitikul & Punnadee, 2011
- Trimeresurus popeiorum M.A. Smith, 1937
- Trimeresurus purpureomaculatus (Gray, 1832) — Береговая куфия
- Trimeresurus sabahi Regenass & Kramer, 1981
- Trimeresurus salazar Mirza et al., 2020
- Trimeresurus schultzei Griffin, 1909
- Trimeresurus septentrionalis Kramer, 1977
- Trimeresurus sichuanensis (Guo & Wang, 2011)
- Trimeresurus stejnegeri Schmidt, 1925
- Trimeresurus sumatranus (Raffles, 1822) — Суматранская куфия[1]
- Trimeresurus tibetanus Huang, 1982 — Тибетская куфия Хуанга[1]
- Trimeresurus truongsonensis Orlov, Ryabov, Thann & H Cuc, 2004
- Trimeresurus venustus Vogel, 1991
- Trimeresurus vogeli David, Vidal & Pauwels, 2001
- Trimeresurus whitteni Vogel, David & Sidik, 2022
- Trimeresurus yingjiangensis Chen et al., 2019
- Trimeresurus yunnanensis Schmidt, 1925

К роду ранее относили также змей, в настоящее время выделяемые в роды Protobothrops, Ovophis, Garthius и Tropidolaemus. Кроме того, неясно положение стройной куфии, которая считается более близкой к окинавской куфии (Ovophis okinavensis) и к представителям рода Gloydius, чем к другим куфиям.
Вместе с тем, в 2004 году Malhotra и Thorpe на основании анализа молекулярных данных, фолидоза и морфологии гемипенисов предложили разделить род Trimeresurus s. l. на семь родов: Trimeresurus s. str., Cryptelytrops Cope, 1860, Himalayophis Malhotra & Thorpe, 2004, Parias Gray, 1849, Peltopelor Günther, 1864, Popeia Malhotra & Thorpe, 2004 и Viridovipera Malhotra & Thorpe, 2004. Это разделение было широко принято герпетологами, однако некоторые из них предпочитали рассматривать данные таксоны как подроды в составе монофилетичного рода Trimeresurus. В 2011 году David, Vogel и Dubois опубликовали статью, в которой показали, что типовым видом рода Trimeresurus должен быть не T. gramineus, как считалось ранее, а T. insularis, отнесённый к роду Cryptelytrops в работе Malhotra и Thorpe. В связи с этим авторы предложили оставить название Trimeresurus для клады, к которой относится T. insularis, а для клады, ранее обозначаемой как Trimeresurus s. str. рекомендовали название Craspedocephalus Kuhl & Van Hasselt, 1822. Среди герпетологов не сложилось строгого консенсуса, относительно рангов выделенных таксонов, потому в научной литературе их могут признавать как подродами, так и отдельными родами.